# Ascetische traktaten
Ascetische traktaten zijn teksten die betrekking hebben op het concept ascese. Het ascetisch traktaat is daarom een verhandeling over het afgebakende onderwerp van de levensbeschouwing van ascese in termen van godvruchtigheid, ingetogenheid en strenge vroomheid. In religieuze zin is ascese het streven naar beheersing of onderdrukking van natuurlijke verlangens om tot een vorm van reinheid te komen. Ascetische traktaten hielpen de gelovige om op het goede pad te blijven. De teksten werden allereerst in het Latijn geschreven, maar werden daarna vertaald naar de volkstaal, het Middelnederlands.

## Opkomst van ascetische traktaten
Voor velen doet het woord “ascese” denken aan versterving, zich te kort doen. Het is ongetwijfeld een waarde die weinig aantrekkingskracht heeft in deze tijd. Ascese roept onaangename krachtinspanningen op en verwijst naar een negatieve instelling over de vreugden van het leven. Maar oorspronkelijk komt “ascese” van een Grieks woord dat “oefening” betekent. Deze betekenis roept niet zozeer de gedachte op van tekort of van versterving, maar eerder van een arbeid die de mens verricht om te groeien. In oorspronkelijke zin is ascese dus een geheel van oefeningen waardoor de mens kan groeien tot meer mens worden. In die richting ligt het accent niet op sterven, maar op leven. De mens oefent zich op die manier om te groeien in innerlijke vrijheid. Om de mens hierbij te helpen, werden door de eeuwen heen veel ascetische traktaten geschreven. De teksten dienden zodanig als middel om de mens te leiden in zijn beoefening. 
Schrijven over ascese is een oud fenomeen. In de Bijbel wordt al in het Oude Testament geschreven over profeten die zich ophielden in de woestijn en een zeer gematigd leven leidden. Ook het Nieuwe Testament predikt matigheid.  Ook het kluizenaars- en kloosterbestaan, gebaseerd op geloften van armoede, kuisheid en gehoorzaamheid, kunnen worden gezien als vormen van ascese. Christelijke auteurs van de late oudheid, zoals Origenes, St. Jerome, St. Ignatius, Johannes Chrysostomus en Augustinus interpreteerden betekenissen van Bijbelse teksten binnen een zeer ascetische religieuze omgeving. Zij gingen schrijven over het ascetische leven en maakten voorbeeldverhalen voor de volgelingen die ook hun leven in ascese wouden leiden. Bijbelse voorbeelden van ascese vonden ze bijvoorbeeld in het leven van Johannes de Doper, Jezus, de twaalf apostelen en de apostel Paulus.
Ascetische traktaten werden uiteraard allereerst in het Latijn vervaardigd, maar later werden velen vertaald naar het Middelnederlands. Deze manuscripten zijn verspreid over heel het Nederlandse taalgebied. Enkele ervan liggen bewaard in de Universiteitsbibliotheek Gent.

## Middelnederlandse voorbeelden

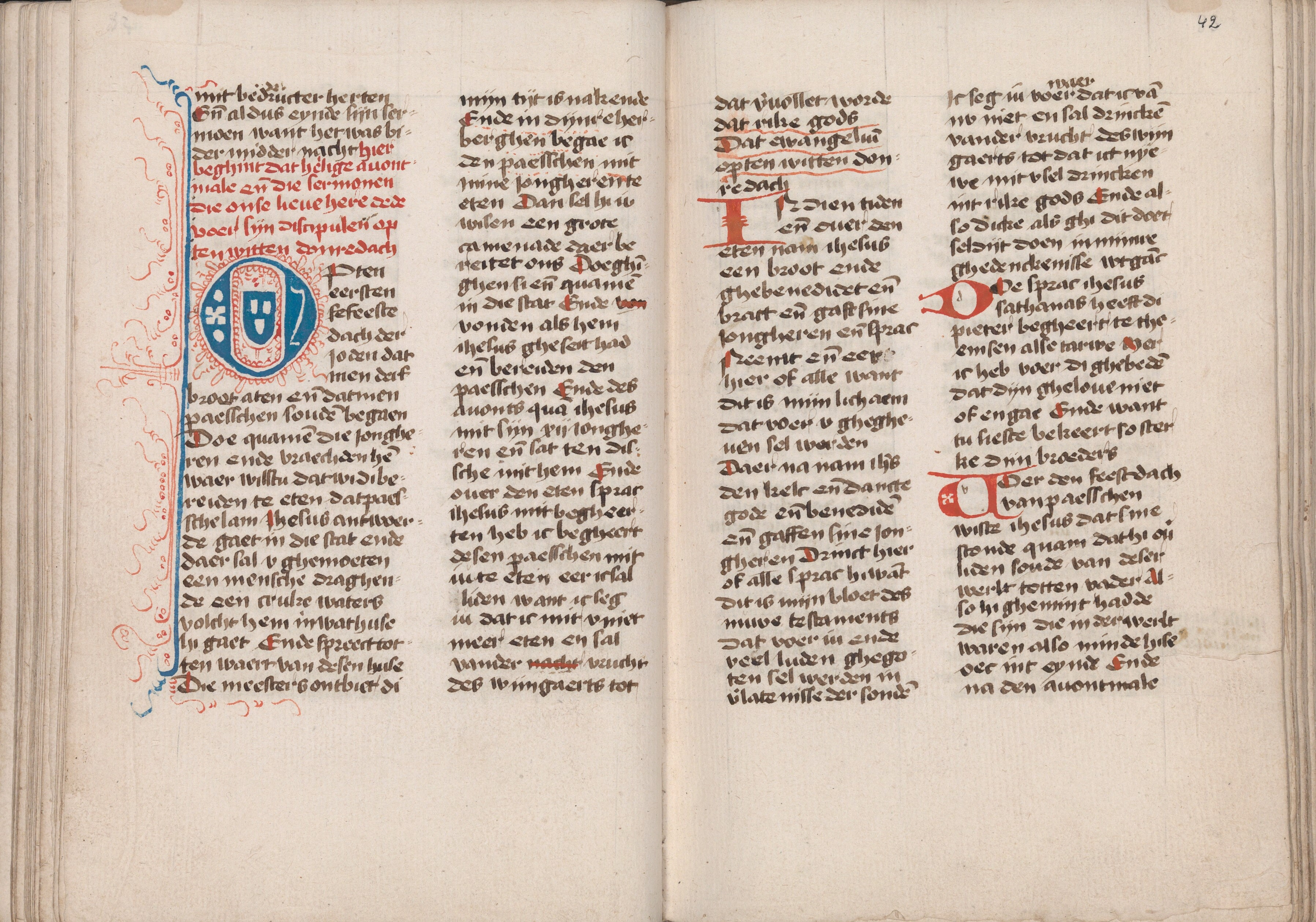
Fragment uit het eerste manuscript met ascetische traktaten. Vervaardigd in de Zuidelijke Nederlanden in de tweede helft van de vijftiende eeuw.

#### Handschrift 220: Ascetische traktaten
Dit handschrift is vervaardigd in de Zuidelijke Nederlanden in de tweede helft van de vijftiende eeuw. Het manuscript werd gevonden bij de Gentse Dominicanen in de zeventiende eeuw. Het manuscript bestaat  kort samengevat uit drie grote delen. Als eerste wordt de inleiding gepresenteerd, met daarna die passie ons heren m.a.w. het lijdensverhaal van Christus, en als laatste een verzameling van religieuze teksten en een dialoog tussen Jezus en een zondaar. Uitgebreider omvat het handschrift de volgende onderdelen:
- Van de raad die gehouden wordt in de goddelijke consistorie
- Van de waardigheid der vruchten van de passies van onze heer Christus
- Die passie ons heren in het Middelnederlands
- Verhalen over het heilige avondmaal en sermoenen van Christus voor zijn discipelen op Witte Donderdag
- Het vervolg van "Die passie ons heren"
- Openbaring over Sint Ambrosius en de heilige Hubertinus
- Het evangelie van Paasdag zoals Marcus, de heilige evangelist, het beschrijft in zijn zestiende kapittel
- Verhaal over de verrijzenis
- Een zuivere dialoog tussen Jezus en een zondaarFragment uit het tweede Middelnederlandse handschrift met ascetische traktaten. Vervaardigd in de Noordelijke Nederlanden, in het midden van de vijftiende eeuw.[3]

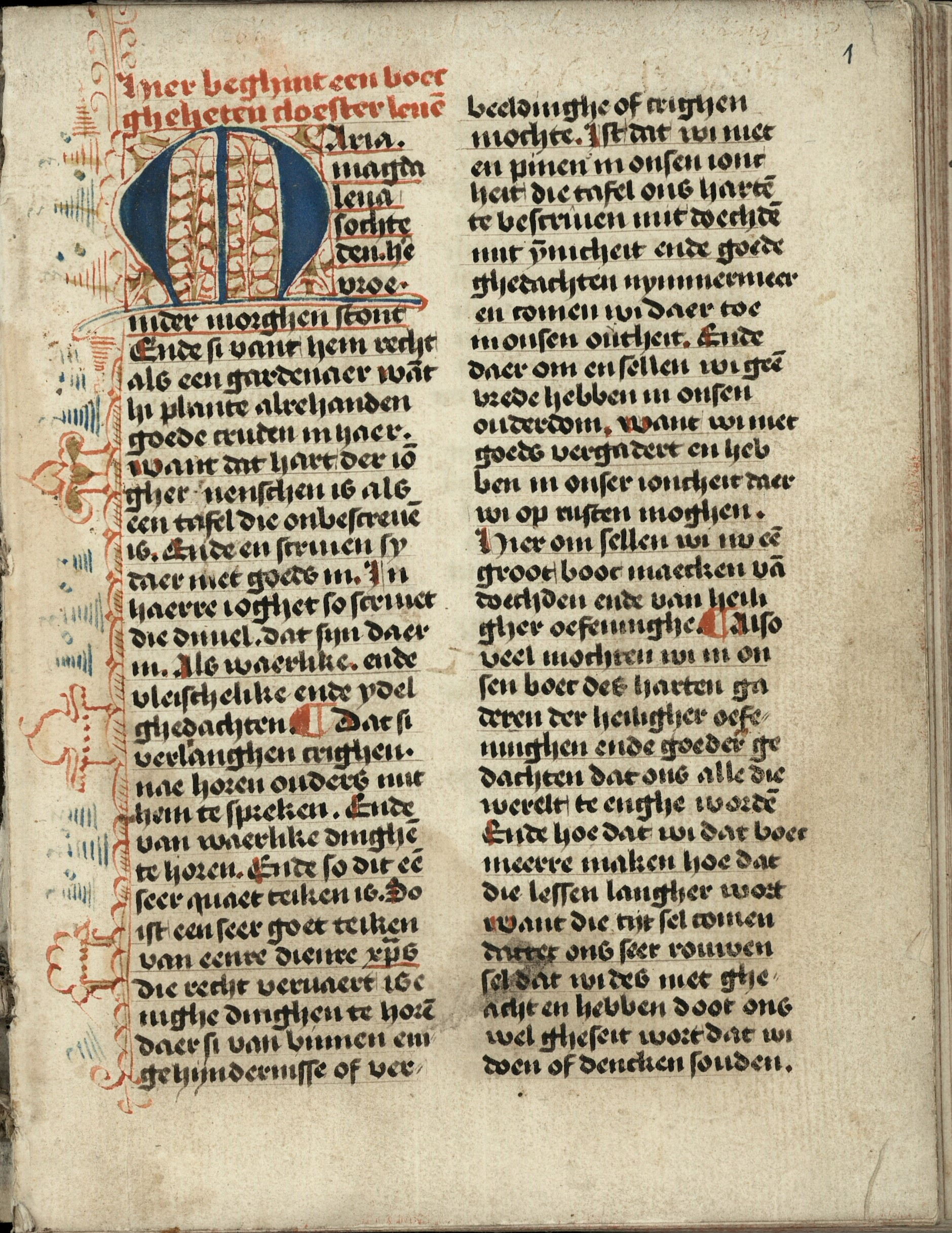
Fragment uit het tweede Middelnederlandse handschrift met ascetische traktaten. Vervaardigd in de Noordelijke Nederlanden, in het midden van de vijftiende eeuw.

- Over een zoet punt
- Over de Apocalyps
- Over wat de lieve Heer zei
- Over Sint-Bernardus

#### Handschrift 1764: Cloesterleven (Kloosterleven): Middelnederlands ascetisch traktaat
Dit handschrift werd gemaakt in de Noordelijke Nederlanden, in het midden van de vijftiende eeuw. Het werd teruggevonden in het klooster van St. Katharina in Schagen. Het manuscript bevat enkele werken van Johannes Brinckerinck (1359-1419) en van Henricus de Coesfeldia (1350-1410). Van Brinckerinck zijn twee aparte Collatiën aanwezig, en van de Coesfeldia een Nederlandse vertaling van de Epistola de instructione iuvenum et noviciorum. Brinckerinck was een van de voorlieden van de beweging der Moderne Devotie. Hij begeleidde Geert Grote op zijn predicatietochten en kreeg na diens dood de leiding over de vrouwenhuizen van de beweging in Deventer. In 1400 stichtte hij het Vrouwenklooster Diepenveen. Van Henricus de Coesfeldia is weinig bekend.